# Amphinema rugosum
Amphinema rugosum is een hydroïdpoliep uit de familie Pandeidae. De poliep komt uit het geslacht Amphinema. Amphinema rugosum werd in 1900 voor het eerst wetenschappelijk beschreven door Mayer. 